# Fang (geologia)
El fang, és una barreja líquida o semilíquida d'aigua i terra o sediments. Geològicament parlant, el fang és una barreja d'aigua, partícules de pols i argila. Els dipòsits de fang antics s'endureixen amb el pas del temps geològic fins a convertir-se en fangolita o lutita.

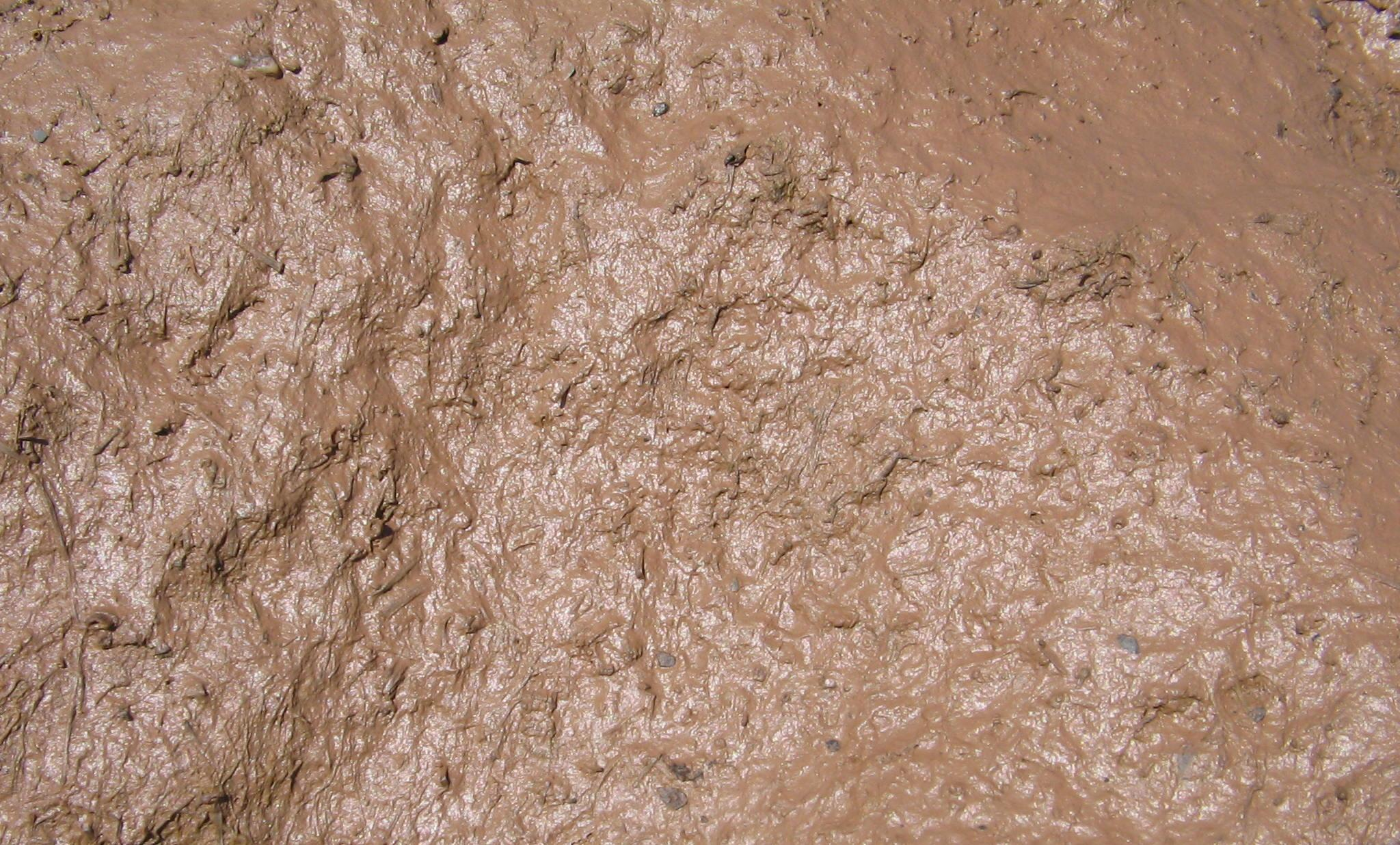
Fang

Ans al contrari, llot fa referència al fang tou amb una concentració important de material orgànic que es forma en llocs on hi ha molta aigua estancada com als safareigs, els estanys o a rius amb cabal molt baix.
Un bany de fang, normalment amb ingredients especials, es fa servir per motius de bellesa, salud o plaer. El fang també té molts usos en l'art i en la decoració, sobretot pel que fa a escultures i peces de terrissa.

## Sedimentologia
En sedimentologia, la definició és més concreta. Allí, el fang és un sediment de gra molt fi que es forma a partir de matèria orgànica i mineral natural a través de la sedimentació natural en cossos d'aigua estancats, però no necessàriament permanents. Les partícules de fang inorgànic consisteixen en diferents minerals i tenen diferents orígens. Els llots terrígens inclouen els llots argilosos, ja que tenen el seu origen en la meteorització i erosió de roques a terra ferma i són arrossegats a llacs i al mar per rierols i rius o, a través d'inundacions, s'acumulen en planes al·luvials. Les partícules d'una suspensió d'argila típicament consisteixen en minerals argilosos. D'altra banda, hi ha els fangs, les partícules dels quals procedeixen directament de la massa d'aigua al fons del qual es dipositen. Aquests sovint consisteixen en restes de microorganismes que viuen al cos d'aigua. Molts d'aquests microorganismes són capaços de formar esquelets a partir de substàncies minerals. Depenent de la substància predominant, els llots de calç (compostos principalment de carbonat de calci, CaCO3) poden separar-se dels fangs silicis (compostos principalment de diòxid de silici, SiO2). El fang sovint també rep el nom directe dels microorganismes els esquelets dels quals es componen principalment, en el cas d'un fang silici per exemple com a fang radiolarial o en el cas d'un fang de calç per exemple com a bava de globigerina.
Si, amb el temps, moltes capes de fang es dipositen una a sobre de l'altra, les capes més baixes es veuen sotmeses a una pressió cada cop més gran. Com a resultat, es deshidraten i s'endureixen, de vegades amb l'ajuda de processos químics. Així és com es forma una roca sedimentària trencadissa i de gra fi a partir d'un fang tou. El procés geològic de solidificar un fang en una roca cau sota el terme genèric diagènesi. Depenent del material de partida, es forma lutita, pedra calcària de gra fi (micrita) o pissarra silícia.

## El fang a la construcció

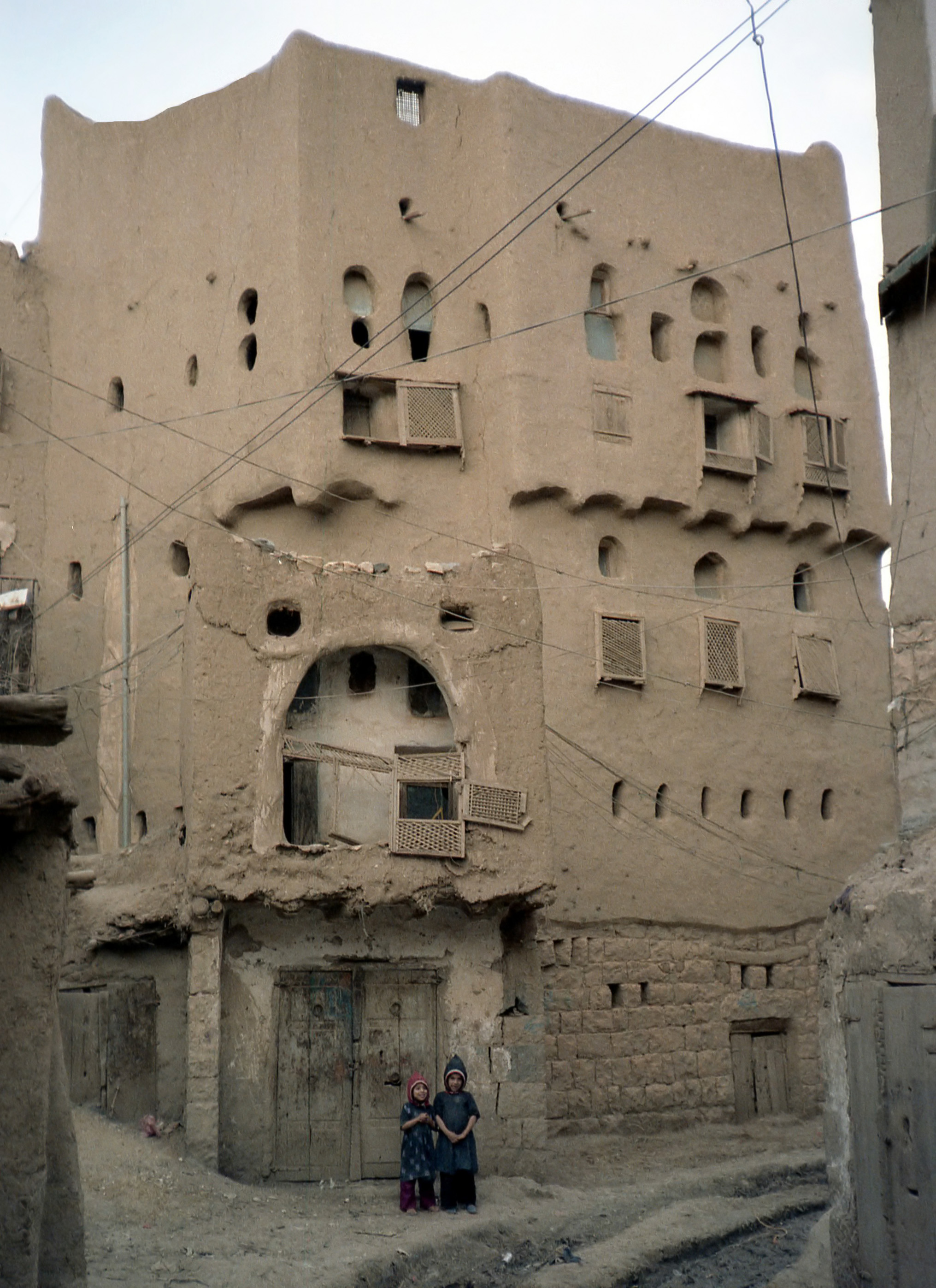
Casa de fang a Amran al Iemen

El fang és un dels primers materials emprats per la humanitat per construir refugis. El fang apilat a mà (cob), en forma de maons (tova) o compactat (tapial), és una manera barata i molt poc tecnificada de fer parets i murs, fet pel qual ha estat àmpliament utilitzat per les civilitzacions antigues, així com per les cultures ubicades en entorns desèrtics, on la fusta i la pedra són escassos.

## Indústries del fang
La terrisseria es fa formant un cos d'argila en objectes d'una forma requerida i coure'ls a altes temperatures en un forn que elimina tota l'aigua de l'argila, cosa que indueix reaccions que condueixen canvis permanents, incloent-hi l'augment de la seva resistència i l'enduriment i la fixació de la seva forma. Un cos d'argila es pot decorar abans o després de la cocció. Abans d'alguns processos de modelatge, l'argila s'ha de preparar. El pastat ajuda a garantir un contingut d'humitat uniforme a tot el cos. Cal eliminar l'aire atrapat al cos de l'argila. Això s'anomena desairar i pot realitzar-se mitjançant una màquina anomenada galletera o manualment mitjançant batudes o cops. L'encunyat també pot ajudar a produir un contingut d'humitat uniforme. Quan el cos d'argila ha estat pastat i desairejat o encunyat, se li dona forma mitjançant diverses tècniques. Després de donar-li forma, s'asseca i es cou.
A la ceràmica, l'elaboració del fang líquid (anomenat lliscament) és una etapa del procés de refinament dels materials, ja que les partícules més grans es dipositen del líquid.
Hi ha diverses indústries tradicionals que han utilitzat el fang, com la rajoleria, la terrissa o la ceràmica. Al País Valencià, les indústries del fang van tindre un gran desenvolupament durant el període musulmà. Els rajolars es van estendre al llarg de tot el País Valencià, i fins a les darreries del segle xviii eren ben nombrosos. Cavanilles destacaria quatre localitats, Llíria, la Vall d'Uixó, Biar i Elda, on es veien rajoles o teules. Moltes altres localitats farien terrissa, entre les quals destaquen Paterna i Manises com a centres ceràmics de major importància, tant abans com després de la conquesta de València.

## Zoologia
Alguns animals, com els elefants, utilitzen el fang com a protector contra paràsits, insectes i la radiació solar. A més, els fangars solen constituir importants biòtops en diferents ecosistemes.
La Melipona beecheii, espècie americana d'abella sense fibló que els maies anomenaven xunan kab barreja el fang amb la resina dels arbres i els pròpolis per obtenir un compost amb què recobreix certes parts de la bresca per donar-li estructura i del que s'obté la cera de Campeche, un adhesiu natural que s'usa com a cola i també per protegir la fusta.

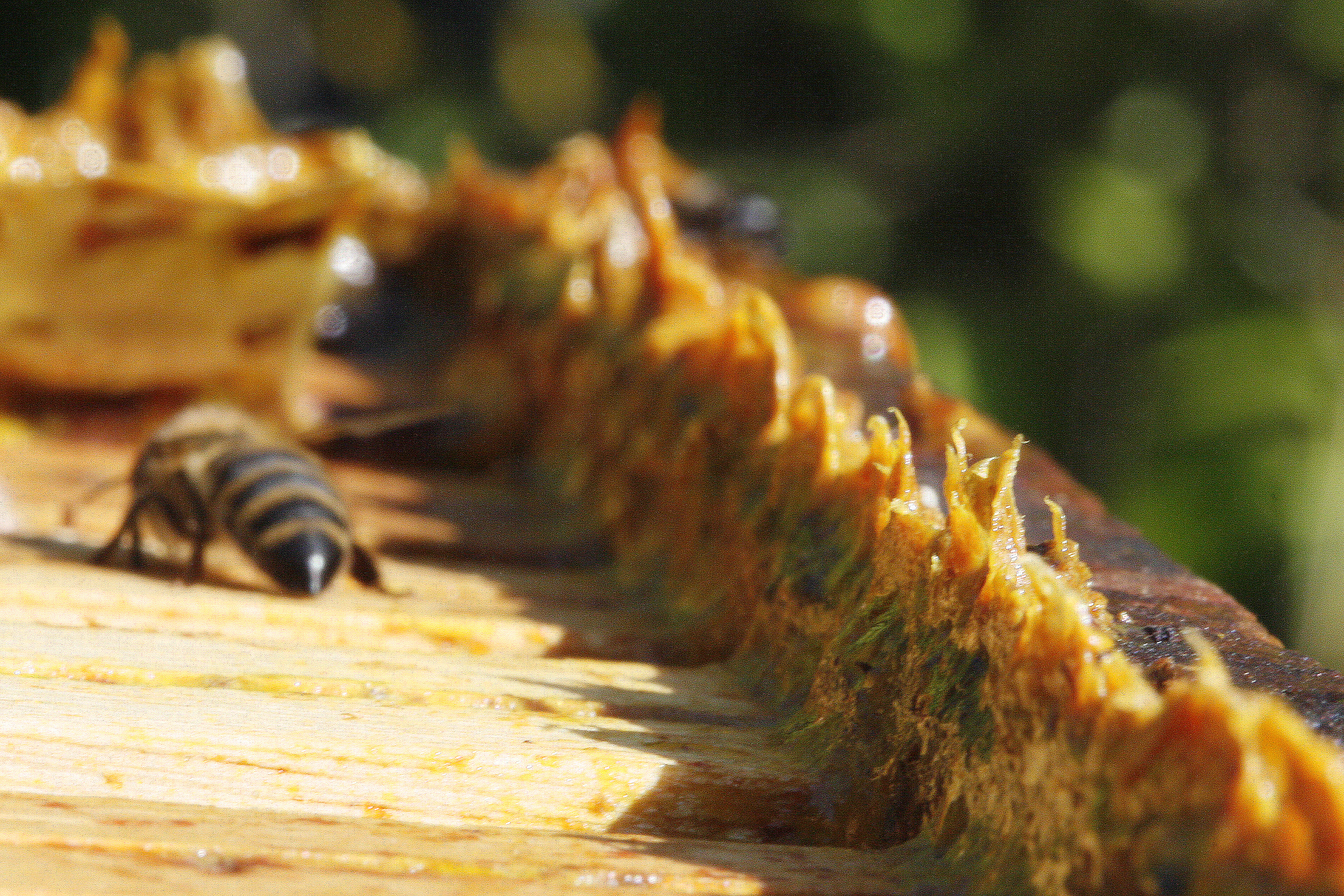
La cera de Campeche és un adhesiu natural fet per l'abella americana Melipona beecheii en barrejar fang, resines i pròpolis.

## Propietats dels llots
El fang o fang apareix a primera vista com un material plàstic, viscós i enganxós.
La naturalesa enganxosa del fang es pot avaluar prement una petita quantitat de terra humida entre el polze i l'índex i veient si s'enganxa als dits. Es dirà que el fang és «molt enganxós», si s'adhereix fermament al polze i l'índex i s'estira quan s'estenen els dits.
Es dirà que una quantitat de fang o terra és plàstica si es pot formar en un tronc (prova del tronc) que no es pot trencar fàcilment i, un cop trencat, es pot fer rodar entre les mans i tornar a formar-se diverses vegades.
La viscositat d'un fang és la propietat d'un fluid carregat de fang de resistir-se al flux, a causa de la fricció interna i als efectes combinats de la adhesió i la cohesió. La reologia dels llots és d'interès per a l'enginyeria petroliera: els llots de perforació tenen diverses funcions tècniques essencials en l'èxit d'una perforació; per a mesurar la viscositat dels llots de perforació s'utilitza el viscosímetre Marsh.
A la mecànica de roques, a la mecànica de sòls, els sòls de gra fi (llim i argila), els fangs apareixen en diferents estats de consistència; sòlid, plàstic i líquid per als quals els límits es defineixen, en termes de límits d'Atterberg, en funció del contingut d'humitat. Els dos límits associats a la plasticitat del terra són el límit líquid (LL) i el límit plàstic (PL). Aquests s'utilitzen per calcular l'índex de plasticitat (PI = LL - PL), que és una mesura de la sensibilitat del sòl als canvis en el seu contingut d'humitat. Aquests límits van ser desenvolupats a principis del segle xix i des de llavors s'han utilitzat comunament a la pràctica per determinar la classificació dels sòls, per agrupar els sòls segons la seva comportament i per proporcionar una indicació de les propietats potencials d'enginyeria. Hi ha molt en joc per als que estableixen treballs de terra, o construeixen camins, ponts, preses i edificis. Els sòls de gra fi, com les argiles i els llims, mostren canvis significatius en el comportament i la resistència amb el contingut d'aigua. Amb continguts d'aigua superiors al límit líquid (LL), els sòls no poden suportar un esforç de cisallament estàtic. En continguts d'aigua per sota de LL però per sobre de PL, els sòls es comporten com si fossin plàstics o un sòlid de Bingham.
La liqüefacció del sòl és la causa de la solifluxió i del moviment de la massa (argila sensible) amb conseqüències dramàtiques (lahars, fluxos de fang, rentat per pluges torrencials).

### Camins de fang

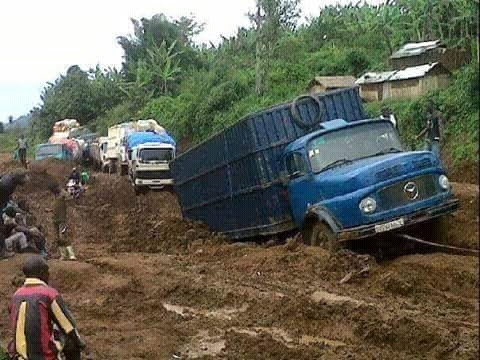
Carretera a Uganda.

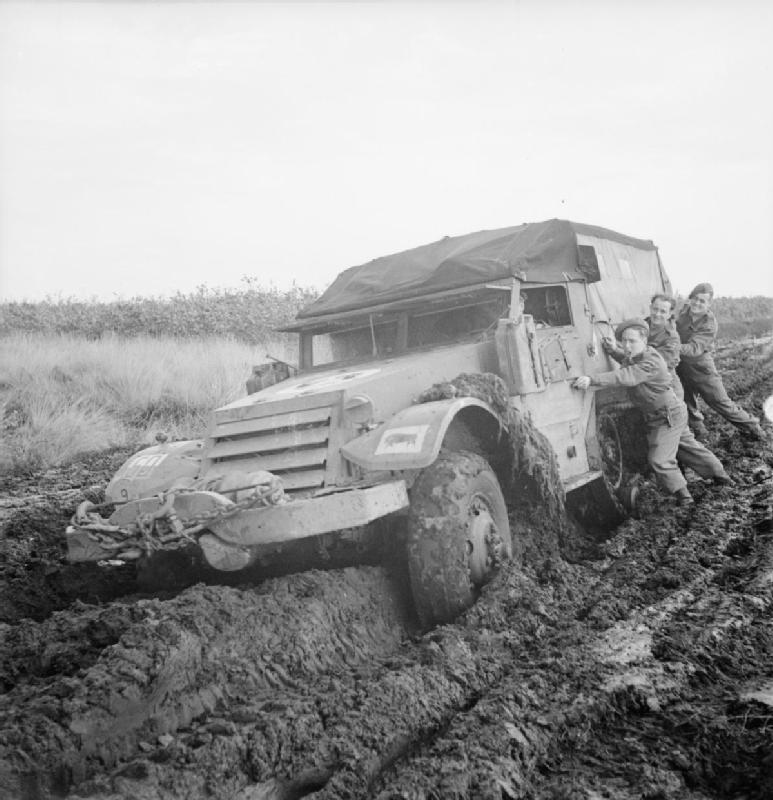
Aquest vehicle autopropulsat de l'11a Divisió Cuirassada de l'Exèrcit del Regne Unit, encara que suposadament és un vehicle tot terreny, es mostra aquí greument empantanat en operacions als Països Baixos en 1944.

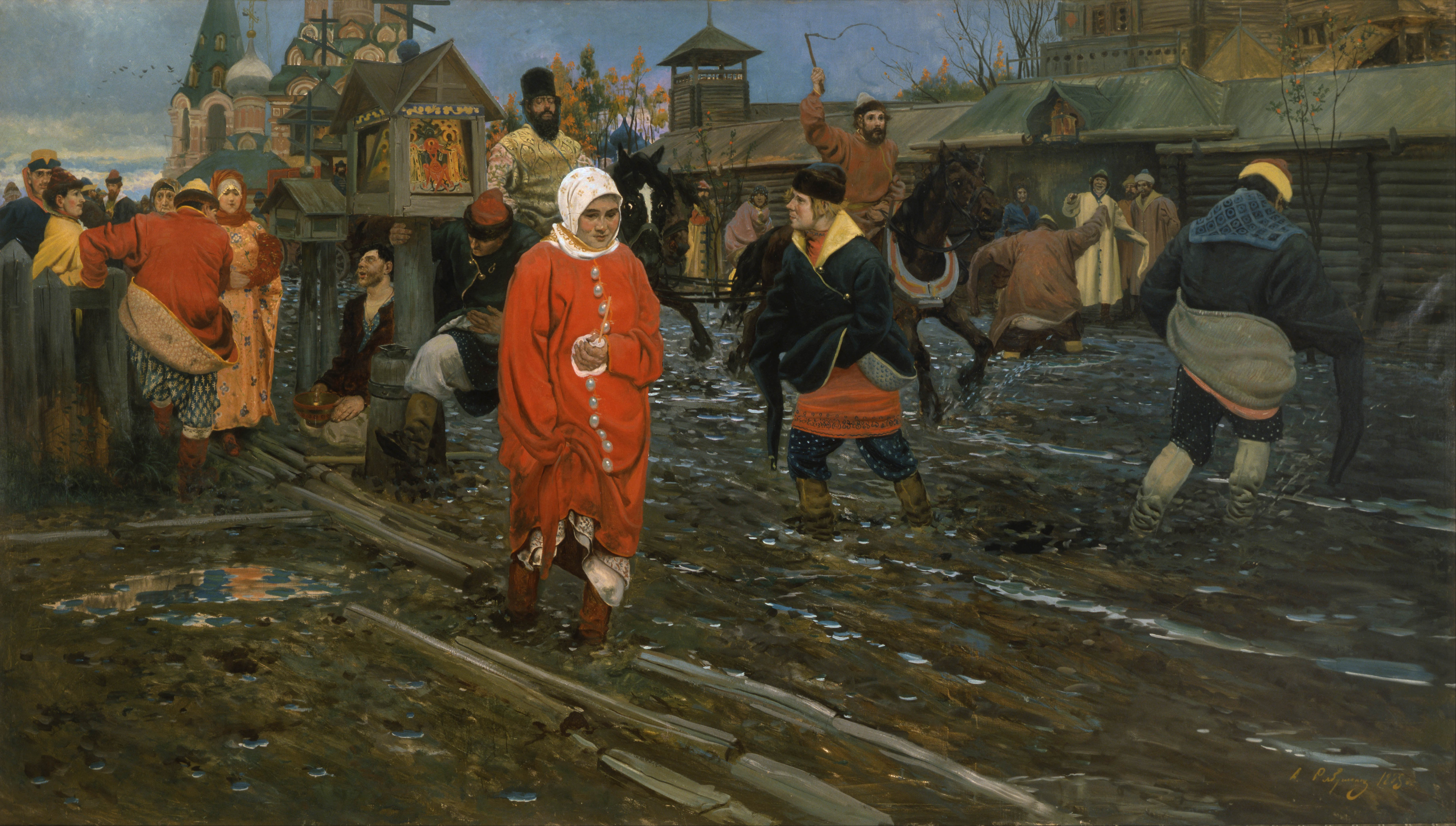
Andrei Riàbuixkin - Carrer de Moscou en una festa del

Els sòls fangosos, especialment els argilosos, són coneguts per la seva baixa capacitat de suport. La consistència d'un sòl descriu el grau de cohesió d'un sòl i la resistència dels agregats als processos de deformació i trencament. Quan el terra està sec, s'avalua per la seva resistència al trencament; si el terra està simplement humit, per la seva resistència a l'esclafament; si el terra està mullat, per la seva viscositat i plasticitat. La coherència del sòl es pot estimar sobre el terreny mitjançant les proves senzilles descrites anteriorment, o es pot mesurar amb més precisió al laboratori.
Els terres argilosos poden ser un problema per al trànsit rodat quan estan sotmesos a una alta humitat. Segons la impermeabilitat i la porositat del sòl, una part de l'aigua de pluja i de l'aigua d'escorrentia s'hi infiltra; l'aigua de la capa freàtica també pot ascendir per capil·laritat. De vegades s'alimenta sota les carreteres mitjançant rases (infraestructures) quan no tenen sortida. L'acció de la pujada capil·lar es veu reforçada pel fenomen de la gelada, el refredament del sòl es produeix primer a la superfície, després, a poc a poc, guanya en profunditat; la part congelada es comporta com un sòl sec que atrau l'aigua lliure del sòl subjacent que encara no està congelat; els vidres de gel es formen a les porositats: els primers cristalls de gel formats s'alimenten i creixen indefinidament fins a la descongelació, que infla el terra i destrueix la seva estructura. La descongelació es produeix en sentit contrari: les capes superficials més riques en lents de gel es descongelen primer i se sobresaturen d'aigua, i els fins del sòl passen a estat líquid. Depenent del seu contingut d'aigua, un sòl passa d'un estat sòlid, a un estat plàstic i després a un estat líquid, de la manera descrita pels límits d'Atterberg.
Antigament, els carros i fiacres, carregades amb 6 tones com a màxim, donaven lloc, a causa dels cércols de les rodes, a pressions unitàries molt elevades, que produïen considerables forces de cisallament, donant lloc ràpidament a solcs. Les peces d'artilleria pesant utilitzades en la guerra serien incapaços durant molt de temps de moure's fora dels camins principals, i les ciutats abaluartades es convertirien en el centre de les campanyes militars. Vauban recomana emprar totes les diversitats de terreny per a la seva fortificació, i especialment en les maresmes, augmentar el pantà. Més d'un setge ha hagut de ser posposat o una batalla impossibilitada a causa d'un terreny fangós i intransitable (Passchendaele el 1917 és famosa pel fang que va cobrir el camp de batalla). Les tensions exercides pels pneumàtics als paviments moderns ja no són les mateixes i el fang escenificat s'ha convertit en un repte per als vehicles tot terreny a la cursa de fang.
El fenomen de les carreteres enfangades adquireix una importància especial a Rússia, Ucraïna i Bielorússia durant la raspoutitsa (en rus: распу́тица, estació dels mals camins), període de l'any en què, a causa del desglaç de la neu a la primavera o a les pluges de tardor, gran part del terreny pla es transforma per l'acció de l'aigua en un mar de fang. Una carretera construïda en aquests sòls plans i argilosos sotmesos a una alta humitat està subjecta a la inestabilitat, però pot arribar a ser estable amb el temps a mesura que la compactació i l'enfonsament del terra el fan més resistent a l'aigua. Els intents de reforçar-la en profunditat poden ser desastrosos, ja que l'excés d'aigua pot tornar a la superfície, inundant la carretera i creant zones de fang capaces d'empantanar vehicles. La solució habitual és afegir-hi capes de pedres triturades sobre la capa d'argila. Les partícules de pedra s'interposen i distribueixen el pes dels vehicles a una zona més àmplia.